# Attentat auf Donald Trump
Während seiner Präsidentschaftskandidatur 2024 kam es zu zwei (versuchten) Attentaten auf Donald Trump:
Am 13. Juli 2024 kam es auf einer Wahlkampfveranstaltung für die Präsidentschaftswahl 2024 in der Nähe von Butler im US-Bundesstaat Pennsylvania zu einem Schusswaffenanschlag auf den früheren US-Präsidenten und zu dem Zeitpunkt designierten republikanischen Präsidentschaftskandidaten Donald Trump. Er überlebte das Attentat mit einer leichten Verletzung an seinem rechten Ohr. Ein Zuschauer wurde getötet und zwei weitere Personen schwer verletzt. Der 20-jährige Täter, Thomas Matthew Crooks, wurde am Tatort vom Secret Service erschossen.
Bei einem weiteren Attentatsversuch am 15. September 2024 auf Trump auf seinem Golfplatz Trump International Golf Club in Florida kam niemand zu Schaden.

## Attentat am 13. Juli 2024

### Tatvorbereitung

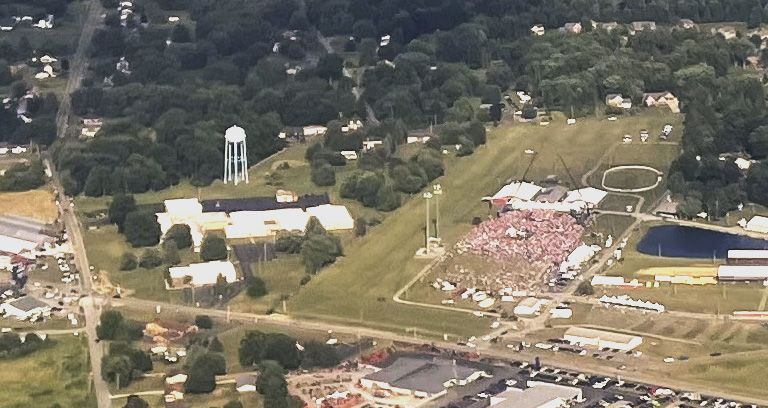
Foto von Butler Farm Show Grounds, ca. 10 Minuten vor dem Attentat und ca. vier Minuten, bevor Trump mit seiner Rede begann.

Der Attentäter hatte ursprünglich Internetsuchen nach Veranstaltungen von Joe Biden und Donald Trump durchgeführt. Erst nachdem die Wahlkampfveranstaltung in Butler, nahe seinem Wohnort, öffentlich angekündigt worden war, konzentrierte er sich auf diese Veranstaltung und den Veranstaltungsort.
Am Morgen des 13. Juli war der Attentäter schon einmal am Kundgebungsort gewesen; er hatte sich dort eine Stunde lang aufgehalten. Am selben Tag kaufte er eine 1,50 Meter lange Leiter und 50 Schuss 5,56 × 45 mm-Munition und fuhr dann mit seinem Auto, einem Hyundai Sonata, der Materialien zum Bombenbau enthielt, zurück zum Veranstaltungsort. Das vom Attentäter benutzte Gewehr war mit einem abklappbaren Schulterstück ausgestattet und passte so in den Rucksack des Täters. Ein Video zeigt, wie der Attentäter ca. eine Stunde vor dem Anschlag neben dem Gebäudekomplex, von dem aus er später schoss, umhergeht und sich umschaut. Um 17:10 Uhr wurde er erstmals von Beamten verdächtigt („Person of interest“), eine halbe Stunde später bemerkten Scharfschützen des Secret Service, dass er einen Entfernungsmesser bei sich trug.
Der Täter positionierte sich auf dem schrägen Dach eines Gewerbegebäudes etwa 120 Meter nördlich von Trumps Standort. Da die Leiter, die er sich gekauft hatte, nicht gefunden wurde, liegt es nahe, dass er durch einen Belüftungsschacht geklettert ist, um auf das Dach zu kommen. Weil sich das Gebäude, auf dessen Dach sich der Täter befand, außerhalb des festgelegten Sicherheitsradius befand, entging er den Sicherheitskontrollen. In dem Gebäude waren drei Scharfschützen der Polizei untergebracht, die die Kundgebung überwachen sollten, aber keiner von ihnen war auf dem Dach postiert.
Der Täter wurde vom Secret Service bereits um 17:52 Uhr, also 20 Minuten vor dem Mordversuch, auf dem Dach gesichtet. Die beiden Scharfschützengruppen auf der anderen Seite des Geländes hatten jedoch nur eingeschränkte Möglichkeiten, den Attentäter zu sehen. Ein Baum verdeckte der nördlichen Gruppe die Sicht auf den Schützen. Eine Dachschräge verdeckte der südlichen Scharfschützengruppe die Sicht auf den Täter, der nur unmittelbar vor dem Attentat teilweise sichtbar gewesen war.

### Tathergang

Lageplan mit Tathergang

Während der Wahlkampfveranstaltung am Samstag, dem 13. Juli 2024, auf dem Ausstellungsgelände Butler Farm Show Grounds, das in diesem Teil auf dem Gebiet der Ansiedlung Meridian in Butler Township, einige Kilometer westlich der Stadt Butler, liegt, versuchte der Attentäter um kurz nach 18 Uhr, Donald Trump mit einem Selbstladegewehr vom Kaliber 5,56 mm zu töten. Durch den ersten von acht Schüssen fügte er Trump eine zwei Zentimeter große Wunde oben an der rechten Ohrmuschel zu, die später nicht genäht werden musste.
Durch einen der anderen Schüsse starb ein 50-jähriger Zuschauer auf einer Tribüne. Berichten zufolge hatte er versucht, seine Töchter zu beschützen. Zwei weitere Zuschauer (57 und 74 Jahre) wurden durch Kugeln schwer verletzt, waren aber laut der Pennsylvania State Police am 14. Juli stabil.
Kurz nachdem der Attentäter geschossen hatte, wurde er von einem Scharfschützen des Secret Service durch einen Kopfschuss getötet. Ein SWAT-Team der Butler County Police schoss ebenfalls auf den Attentäter. Das Attentat geschah etwa in der sechsten Minute von Trumps Rede.
Laut einem Augenzeugen hatten Anwesende, wenige Minuten bevor Crooks schoss, versucht, Polizisten auf diesen aufmerksam zu machen. Kurz bevor Crooks auf Trump schoss, versuchte ein Polizeibeamter laut Polizeibericht mittels einer Leiter auf das Dach zu klettern, auf dem sich Crooks befand. Der Polizist gab jedoch den Versuch auf, die Leiter vollständig zu erklimmen, nachdem er von Crooks bemerkt worden war und Crooks die Waffe in Richtung der Leiter gerichtet hatte. Daraufhin ging der Beamte in Deckung, um nicht ins Visier von Crooks zu gelangen, und fiel dabei von der Leiter. Wenige Sekunden später feuerte Crooks, so der Bericht, auf Trump. Trump sagte: „Wenn ich nicht auf das Diagramm [das auf einer Videowand neben ihm eingeblendet wurde] gezeigt und meinen Kopf gedreht hätte, um es anzusehen, hätte mich die Kugel direkt in den Kopf getroffen.“

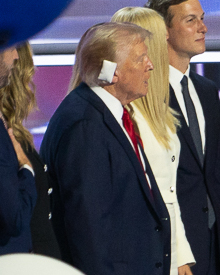
Die Bandage an Trumps verletzten Ohr wurde zu einem Symbol

Trump wurde, nachdem er von der Bühne gebracht worden war, wegen der Schussverletzung am Ohr per Autokolonne ins Butler Memorial Hospital eskortiert. Gegen 21:30 Uhr wurde er zum Pittsburgh International Airport gebracht. In einem Beitrag auf Truth Social schrieb er, dass eine Kugel den oberen Teil seines rechten Ohrs durchbohrt habe. Er landete auf dem Newark Liberty International Airport und fuhr von dort aus per Eskorte weiter zu seinem persönlichen Golfclub in Bedminster. Trump nahm trotz der Verletzung zwei Tage später am Parteitag der Republikanischen Partei teil; es war sein erster öffentlicher Auftritt nach dem Attentat.

### Täter und Ermittlungen
Am 14. Juli 2024 identifizierte das FBI den Schützen als den 20-jährigen Thomas Matthew Crooks. Er stammte aus Bethel Park, einer Vorstadt des etwa 60 Kilometer südlich vom Ort des Anschlags gelegenen Pittsburgh. Crooks war nicht vorbestraft. Mit 17 Jahren spendete er am 20. Januar 2021 – dem Tag der Amtseinführung von Joe Biden – 15 US-Dollar an die Spendenorganisation ActBlue der Demokratischen Partei. Nach seinem 18. Geburtstag registrierte er sich dann im September desselben Jahres aber als Wähler der Republikaner. Zuletzt hatte er bei den Wahlen in Pennsylvania 2022 gewählt. Da er zum Zeitpunkt seines Todes keinen Ausweis bei sich trug, bestätigten die Strafverfolgungsbehörden seine Identität mittels Fingerabdruck und DNA-Profil. Dass das von Crooks verwendete und bei ihm gefundene Gewehr auf seinen Vater registriert war, half ebenfalls bei seiner Identifikation.
Die Behörden fanden auf dem Dach ein schwarzes Mobiltelefon und einen grauen Funksender, der dazu gedacht war, den Sprengstoff in Crooks Auto fernzuzünden. Bei der Telefondurchsuchung wurden Anleitungen zum Bombenbau und Angaben zu Trumps Kundgebungsdatum gefunden, aber auch Bilder von hochrangigen Persönlichkeiten wie Trump, US-Präsident Joe Biden, FBI-Direktor Christopher Wray und Justizminister Merrick Garland. Am selben Abend durchsuchten die Strafverfolgungsbehörden das Haus von Crooks’ Familie. Sowohl im Haus als auch in Crooks’ Auto wurde Sprengstoff gefunden.
US-Heimatschutzminister Alejandro Mayorkas sprach gegenüber CNN von einem Versagen des Secret Service. Präsident Biden ordnete eine unabhängige Untersuchung an, um das Attentat zu rekonstruieren und Fehler aufzudecken. Kimberly Cheatle, Direktorin des Secret Service, versicherte, dass man sich daran „vollauf beteiligen“ werde. Zehn Tage nach dem Attentat trat Cheatle von ihrem Posten zurück. Medien berichteten im Juli, dass der Täter laut polizeilichen Unterlagen bereits 90 Minuten vor den ersten Schüssen durch Polizeikräfte eines lokalen SWAT-Teams gesichtet worden war. Für die fehlende Kommunikation zwischen den örtlichen Strafverfolgungsbehörden und dem Secret Service hierüber gebe es noch keine Erklärung.
Das Repräsentantenhaus stimmte am 24. Juli 2024 mit 416:0 Stimmen für eine überparteiliche Gruppe zur Untersuchung der Fehler der Sicherheitskräfte. Die Gruppe hatte das Recht Subpoenas zu erlassen. Vorsitzender der Ermittlungsgruppe wurde der Republikanische Abgeordnete Mike Kelly, zu dessen Wahlbezirk der Tatort gehörte. Am 26. August 2024, als die Ermittlungsgruppe den Tatort inspizierte, traten in Räumlichkeiten der Heritage Foundation die fünf Republikaner Cory Mills, Eli Crane, Andy Biggs, Matt Gaetz und Chip Roy an die Öffentlichkeit und kritisierten die Geschwindigkeit der Untersuchung und kündigten eigene Untersuchungen an. Mike Kelly erklärte, dass der im Juli gefasste Beschluss seiner Ermittlungsgruppe die alleinige Kompetenz zur Untersuchung erteilt habe.
Präsident Biden setzte eine parteiübergreifende Kommission ein aus ehemaligen hochrangigen  Regierungsvertretern wie Janet Napolitano und Frances Townsend. Deren Abschlussbericht fordert u. a., die Leitung des Secret Service solle künftig einer externen Person übertragen werden.

### Reaktionen
Donald Trump bedankte sich bei den Sicherheitskräften und sprach den Angehörigen der anderen Opfer sein Beileid aus. Er erklärte kurz darauf, er habe seine geplante harte Rede vor dem kommenden Parteitag in Milwaukee „weggeworfen“, er könne die geplanten Sachen nicht mehr sagen.
US-Präsident Joe Biden verurteilte die Tat als „krank“ und erklärte, dass solche Gewalt in Amerika keinen Platz habe. US-Amerikaner hätten unterschiedliche Meinungen, seien aber keine Feinde.
Auch die ehemaligen Präsidenten Obama, Bush, Clinton und Carter sowie zahlreiche internationale Regierungschefs, darunter Frankreichs Präsident Macron, der ukrainische Präsident Selenskyj, der deutsche Kanzler Scholz und EU-Kommissionspräsidentin Ursula von der Leyen verurteilten die Gewalt und äußerten Erleichterung, dass Trump nicht schwer verletzt wurde.

### Verschwörungstheorien
Im Anschluss an die Tat verbreiteten sich schnell Verschwörungstheorien. Vertreter des Trump-Lagers machten Joe Biden und dessen Wahlkampfteam für das Attentat verantwortlich: Der republikanische Kongressabgeordnete Mike Collins behauptete, Biden habe „den Befehl gegeben“, und bezog sich dabei auf dessen Aussage, man müsse Trump ins Visier nehmen („put Trump in a bullseye“); Senator J. D. Vance, der zwei Tage später von Trump als Kandidat für das Amt des US-Vizepräsidenten ernannt wurde, erklärte, Äußerungen von Bidens Wahlkampfteam hätten direkt zu dem Vorfall geführt. Russische Blogger und Parlamentsabgeordnete stellten eine Verbindung mit der Ukraine her.
Umgekehrt wurde auch die Verschwörungstheorie verbreitet, es handle sich bei dem Anschlag um eine Inszenierung durch die Republikaner: Der Secret Service habe unglaublich schlecht gearbeitet, und die nach der Tat erzeugten Fotos seien einfach zu perfekt. Selbst die Schüsse hätten seltsam geklungen. Der Sozialwissenschaftler Marko Ković bezeichnete den Anschlag als „Jackpot“ für Verschwörungstheoretiker.
Zehn Augenzeugen hatten bestätigt, dass während des Ereignisses, als Trump angeschossen wurde, sich jemand auf dem Wasserturm befand. Ein Video des RSBN-Netzwerks zeigt eine Gestalt auf dem Wasserturm, im Hintergrund der Kundgebung, die sich während der Schüsse vor und zurück bewegte. Laut der örtlichen Polizei gab es keine Hinweise auf einen zweiten Schützen. Auch die Natur, Schwere und möglichen Folgen der Verletzung Trumps wurde auf sozialen Medien teilweise breit diskutiert, auch weil keine offiziellen Diagnosen veröffentlicht wurden.

### Rezeption

#### Fotos von Evan Vucci
Eine vom AP-Fotografen und Pulitzer-Preisträger Evan Vucci aufgenommene Fotoserie unmittelbar nach dem Attentat von Trump mit erhobener Faust erlangte binnen kürzester Zeit weltweite Verbreitung und wurde vielfach etwa als „ikonisch“ rezipiert. Vucci selbst erkannte sofort, dass „dies […] ein Moment amerikanischer Geschichte [war], und er muss dokumentiert werden.“
Die Situation, in der das Foto entstand, ist in einem Video dokumentiert.
Die Washington Post analysierte, das Bild könnte „Amerika für immer verändern“: „Vuccis Foto wird eine Realität schaffen, die realer ist als die Realität, und das Chaos […] einiger gefährlicher Momente auf der Bühne […] in ein überragendes Symbol für Trumps Mut, Entschlossenheit und Heldentum verwandeln.“ Die Kulturzeitschrift The New Yorker schrieb am Morgen nach dem Attentat: „Der blutverschmierte ehemalige Präsident mit erhobener Faust und flankiert von einer amerikanischen Flagge ist bereits ein unauslöschliches Porträt unserer Ära politischer Krisen und Konflikte. […] Diese Flagge, die in einem seltsamen Winkel, fast kopfüber, hängt, vermittelt einen Eindruck von der Unheimlichkeit dieses Augenblicks und der allgemeinen Angst. […] Es ist ein Bild, das [Trump] so einfängt, wie er gesehen werden möchte, und zwar so perfekt, dass es alle anderen überdauern könnte.“ Die über Trump schwebende riesige Nationalflagge war auffälliger Teil der Bühnendekoration und hing von zwei rechts und links der Bühne stehenden Kranfahrzeugen. The Atlantic schrieb, es sei ein Foto, das sofort „Legende“ wurde: „Es ist unbestreitbar eine der großartigsten Kompositionen in der US-Fotogeschichte.“ The Spectator meinte, es sei eines der wichtigsten und wirkungsvollsten politischen Fotos jemals. Der Spiegel bewertete: „75 Sekunden, nachdem er angeschossen wird, erfasst der Instinktpolitiker Donald Trump die immense Bedeutung dieses Moments: Das Bild mit der emporgestreckten Faust ist ein Meisterstück der politischen Kommunikation.“ Die Time wählte das Bild noch am Tag des Attentats für das Cover ihres nächsten Magazins vom 5. August 2024.
Der renommierte Historiker Timothy Garton Ash schrieb auf dem Onlinedienst X, das Foto „könnte den Lauf der Weltgeschichte verändern“. Nur wenige Stunden nach dem Attentat wurden von Trump-Unterstützern bereits T-Shirts mit einem Abbild des fotografierten Moments verkauft.

#### Foto von Doug Mills
Ebenfalls Bekanntheit erlangte ein Foto des New-York-Times-Fotografen Doug Mills, auf dem eines der Projektile im Bruchteil einer Millisekunde, im Moment, als es am Kopf Donald Trumps vorbeischießt, zu sehen sein soll. Laut manchen Kommentatoren ist es wahrscheinlich, dass nicht das Geschoss selbst abgebildet ist, sondern ein Streifen kondensierten Wasserdampfs in der durch das Geschoss beeinflussten Luft dahinter.

## Attentatsversuch am 15. September 2024
Am 15. September 2024 kurz vor 14 Uhr Ortszeit verhinderte der Secret Service einen weiteren Attentatsversuch auf Trump auf seinem Golfplatz in West Palm Beach unweit von Mar-a-Lago. Trump spielte mit dem Immobilieninvestor und Wahlkampfunterstützer Steve Witkoff Golf. Sie befanden sich zwischen dem fünften und sechsten Loch, als ein Beamter des Secret Service den Lauf eines AK-47-ähnlichen Gewehrs aus einem Busch ragen sah. Der Sicherheitsbeamte eröffnete Feuer auf den Schützen, der jedoch ohne selbst zu schießen zunächst fliehen konnte. Kurz darauf wurde ein Tatverdächtiger 70 Kilometer nördlich von Mar-a-Lago in einem schwarzen Nissan gestellt und festgenommen.

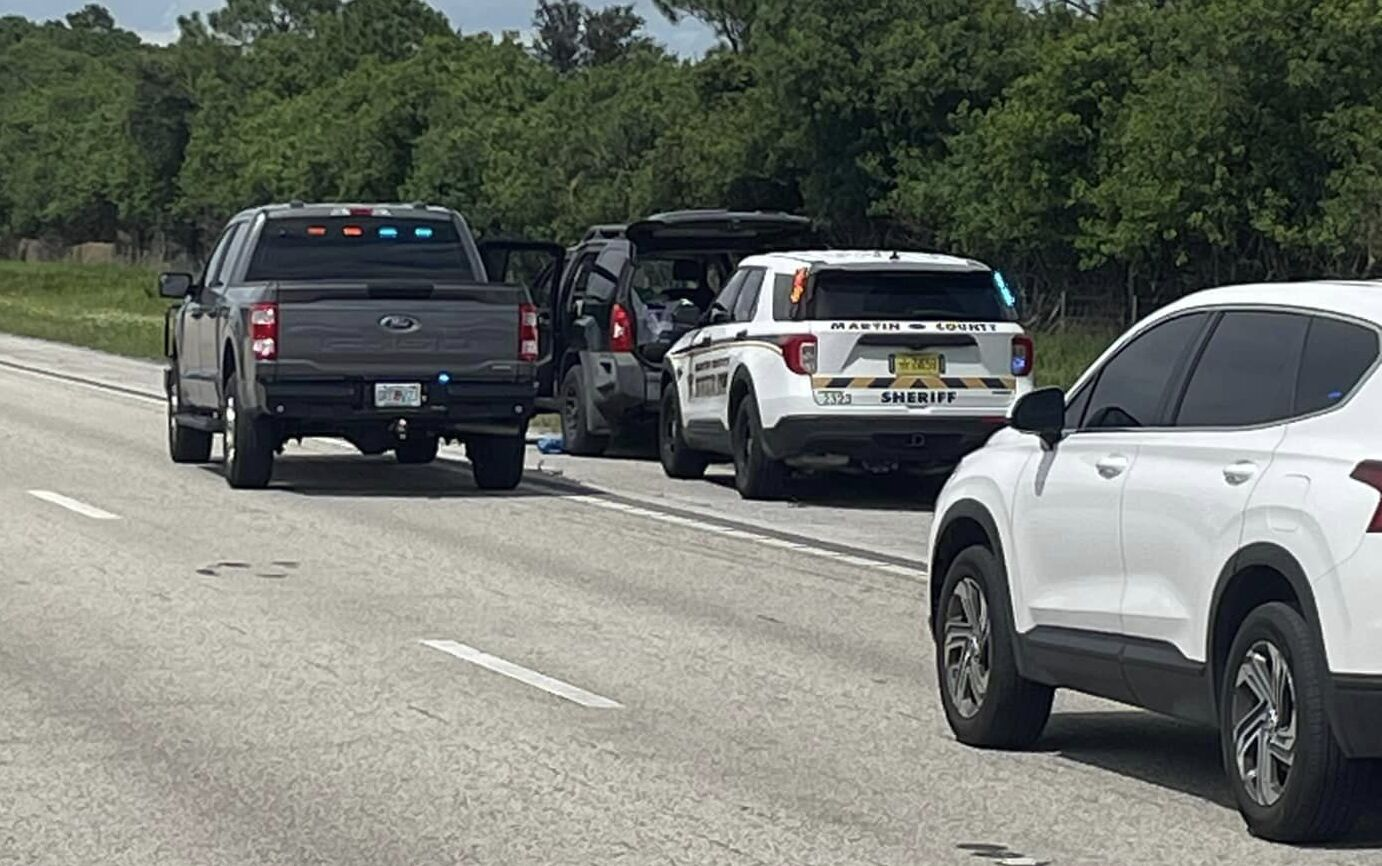
Aufnahme der Festnahme (der offene schwarze Van gehört dem Verdächtigen)

Beim Festgenommenen handelt es sich um einen selbstständigen Bauunternehmer aus Hawaii, der sich bereits im Vorfeld kritisch zu Trump im Internet geäußert hat. Laut US-Medienberichten war er in den Jahren zuvor bereits mehrmals festgenommen worden. Laut seinem Bekunden in den sozialen Medien stimmte er bei der Wahl 2016 noch für Trump, war dann aber enttäuscht von ihm. Bei der Wahl 2020 wählte er Joe Biden und unterstützte die Demokratische Partei mit kleineren Geldbeträgen. Dann sprach er sich für die ehemalige Demokratin und jetzige Trumpunterstützerin Tulsi Gabbard aus und warb 2024 für ein Präsidentschaftskandidatenteam von Vivek Ramaswamy und Nikki Haley.
Nach dem russischen Angriff auf die Ukraine 2022 engagierte er sich für die Ukraine; er soll versucht haben, als Freiwilliger in den Streitkräften der Ukraine zu kämpfen, sei aber abgelehnt worden. Danach behauptete er, der Ukraine mit der Anwerbung von Kämpfern helfen zu wollen.
Trump ging es nach eigenem Bekunden direkt nach dem versuchten Anschlag gut; sein Vizepräsidentschaftskandidat Vance zeigte sich erleichtert und schrieb auf X, Trump sei „guter Dinge“. Auch US-Präsident Biden und Vizepräsidentin Harris zeigten sich erleichtert, dass es Trump gut gehe. Trump und Biden dankten zudem dem Secret Service.
Am 23. September 2024 gab die Anklage bekannt, dass eine Grand Jury den Vorwurf eines Attentatsversuches auf Trump untersuchen werde.